# Specialist in All Styles
Specialist in All Styles è un album in studio del gruppo musicale senegalese Orchestra Baobab, pubblicato il 2 settembre 2002. Dopo il successo della ristampa Pirates Choice, la band decise di registrare un album di reunion. È stato il primo album dell'Orchestra Baobab dopo 15 anni di pausa. Il titolo dell'album è stato preso da un'insegna appesa fuori da un barbiere.
La band ha sostenuto l'album con un tour mondiale. L'album è stato nominato per un Grammy Award, nella categoria "Best Contemporary World Music Album".

## Produzione
Registrato in 10 giorni a Londra, Specialist in All Styles è stato prodotto da Nick Gold e Youssou N'Dour; ironia della sorte, l'aumento della popolarità di N'Dour negli anni '80 portò in parte allo scioglimento dell'Orchestra Baobab. Tra i membri di ritorno c'erano i cantanti Balla Sidibe e Rudy Gomis, il chitarrista Barthelemy Atisso e il sassofonista Issa Cissoko. Attiso suonava a malapena la chitarra dopo 15 anni di pausa e dovette imparare di nuovo dopo che Gold e i cantanti della band gliene avevano mandata una. Un nuovo cantante, Assane Mboup, ha contribuito all'album. Come i precedenti album dei Baobab, Specialist è stato influenzato dalla musica cubana; presenti anche uso di suoni mbalax e reggae.
Ibrahim Ferrer e N'Dour hanno cantato in Hommage à Tonton Ferrer. Molte canzoni sono remake dei primi successi della band, anche se Bul Ma Miin è stato scritto per l'album. Ndongoy Daara, riguardante la cattiva condotta nelle istituzioni educative coraniche, è stato scritto dal primo cantante della band, Laye Mboup. La voce è in wolof, mandinka, spagnolo e francese.

## Accoglienza
Rolling Stone ha scritto che "questa è musica groove allo stesso tempo rilassante e inflessibile, abbastanza insistente per la pista da ballo, abbastanza trance da cullare un bambino". Il Financial Times ha affermato che Attiso è in forma fluida e raffinata, lanciando assoli increspati e jazz contro il sassofono di Issa Cissokho". Newsweek ha stabilito che "sebbene la musica mantenga la sua fusione unica di suoni latini e africani, il nuovo album è benedetto con l'ulteriore vantaggio di una qualità di produzione all'avanguardia e di un'ingegneria del suono professionale." Il New York Times ha concluso che "la grande sorpresa di Specialist è la performance inquietante ed espressiva del signor Attiso".
AllMusic ha scritto che "Attisso è dappertutto in questo disco, offrendo assoli belli e fantasiosi e suonando con fluidità, specialmente in Gnawe e Dee Moo Wor, è meravigliosamente d'atmosfera." Il Chicago Tribune ha elencato Specialist in All Styles come il 16° miglior album del 2002; il Los Angeles Daily News lo considerava il 4° migliore.

## Tracce
1. Bul ma miin – 6:02
2. Sutukun – 5:30
3. Dée moo wóor – 4:16
4. Jiin ma jiin ma – 6:03
5. Ndongoy daara – 5:19
6. On verra ça – 4:56
7. Hommage à Tonton Ferrer – 5:52
8. El son te llama – 5:25
9. Gnawoe – 6:21